# Меривялья
Ме́ривялья (эст. Merivälja, букв. «Поле у моря») — микрорайон в районе Пирита города Таллина, Эстония.

## География

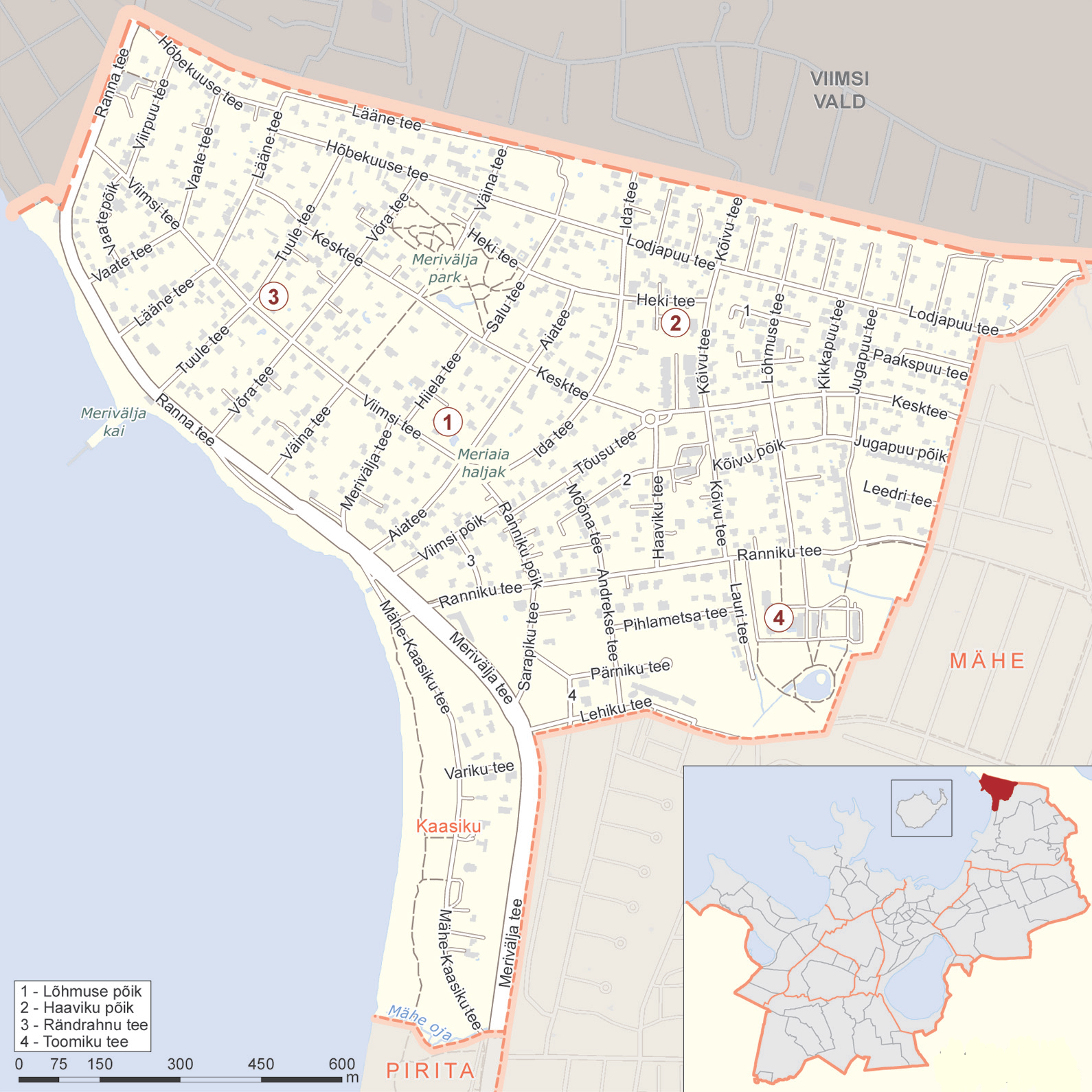
Карта микрорайона Меривялья

Расположен на восточном берегу Таллинского залива. Граничит с микрорайонами Пирита и Мяхе и волостью Виймси. Площадь — 1,63 км². Плотность населения на 1 января 2023 года — 1759,5 чел/км². Большую часть района занимают частные дома.

## Улицы
Основные и самые протяжённые улицы микрорайона Меривялья: Виймси, Кесктеэ, Лодьяпуу, Меривялья, Ранна, Раннику и Хыбекуузе.

## Население
| Численность населения микрорайона Меривялья на 1 января по данным Регистра народонаселения | Численность населения микрорайона Меривялья на 1 января по данным Регистра народонаселения | Численность населения микрорайона Меривялья на 1 января по данным Регистра народонаселения | Численность населения микрорайона Меривялья на 1 января по данным Регистра народонаселения | Численность населения микрорайона Меривялья на 1 января по данным Регистра народонаселения | Численность населения микрорайона Меривялья на 1 января по данным Регистра народонаселения | Численность населения микрорайона Меривялья на 1 января по данным Регистра народонаселения | Численность населения микрорайона Меривялья на 1 января по данным Регистра народонаселения |
| 2008                                                                                       | 2010                                                                                       | 2011                                                                                       | 2012                                                                                       | 2013                                                                                       | 2014                                                                                       | 2015                                                                                       | 2016                                                                                       |
| ------------------------------------------------------------------------------------------ | ------------------------------------------------------------------------------------------ | ------------------------------------------------------------------------------------------ | ------------------------------------------------------------------------------------------ | ------------------------------------------------------------------------------------------ | ------------------------------------------------------------------------------------------ | ------------------------------------------------------------------------------------------ | ------------------------------------------------------------------------------------------ |
| 2823                                                                                       | ↗2831                                                                                      | ↗2844                                                                                      | ↗2929                                                                                      | ↗2964                                                                                      | ↗2984                                                                                      | ↗3014                                                                                      | ↗3079                                                                                      |
| 2017                                                                                       | 2018                                                                                       | 2019                                                                                       | 2020                                                                                       | 2021                                                                                       | 2022                                                                                       | 2023                                                                                       |                                                                                            |
| ↗3088                                                                                      | ↗3094                                                                                      | ↘2960                                                                                      | ↗2984                                                                                      | ↘2943                                                                                      | ↘2884                                                                                      | ↘2868                                                                                      |                                                                                            |

## История
Садовый городок Меривялья начали возводить в 1925 году на бывших пастбищах национализированной мызы Вимс. В 1927 году в Меривялья построили причал для малых судов. В 1928 году здесь был открыт первый общественный телефонный пункт, в 1933 году — почтамт. В 1949 году стала работать библиотека, которую закрыли в 2010 году. В настоящее время в микрорайоне курсирует библиотечный автобус «Katariina Jee». 
Садовый городок был присоединён к Таллину в 1945 году.

## Основные объекты
- Haaviku tee 10 — Меривяльяский детский сад ;
- Heki tee 16 — Меривяльяская основная школа;
- Ranniku tee 48 — дом престарелых «Меривялья пансион»;
- парк Меривялья.

## Общественный транспорт
В микрорайоне есть остановка «Merivälja», на которой останавливаются городские автобусы № 1А и № 49, а также некоторые коммерческие и уездные автобусы.

## Галерея

Микрорайон Меривялья
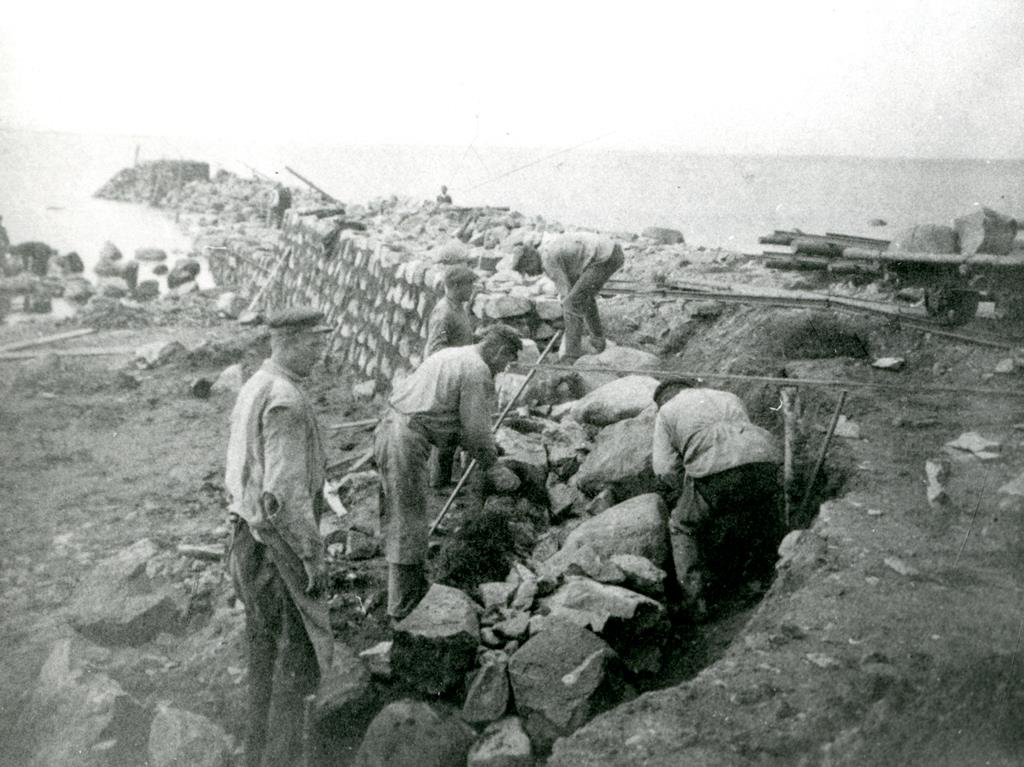
Строительство причала, 1925—1926 годы
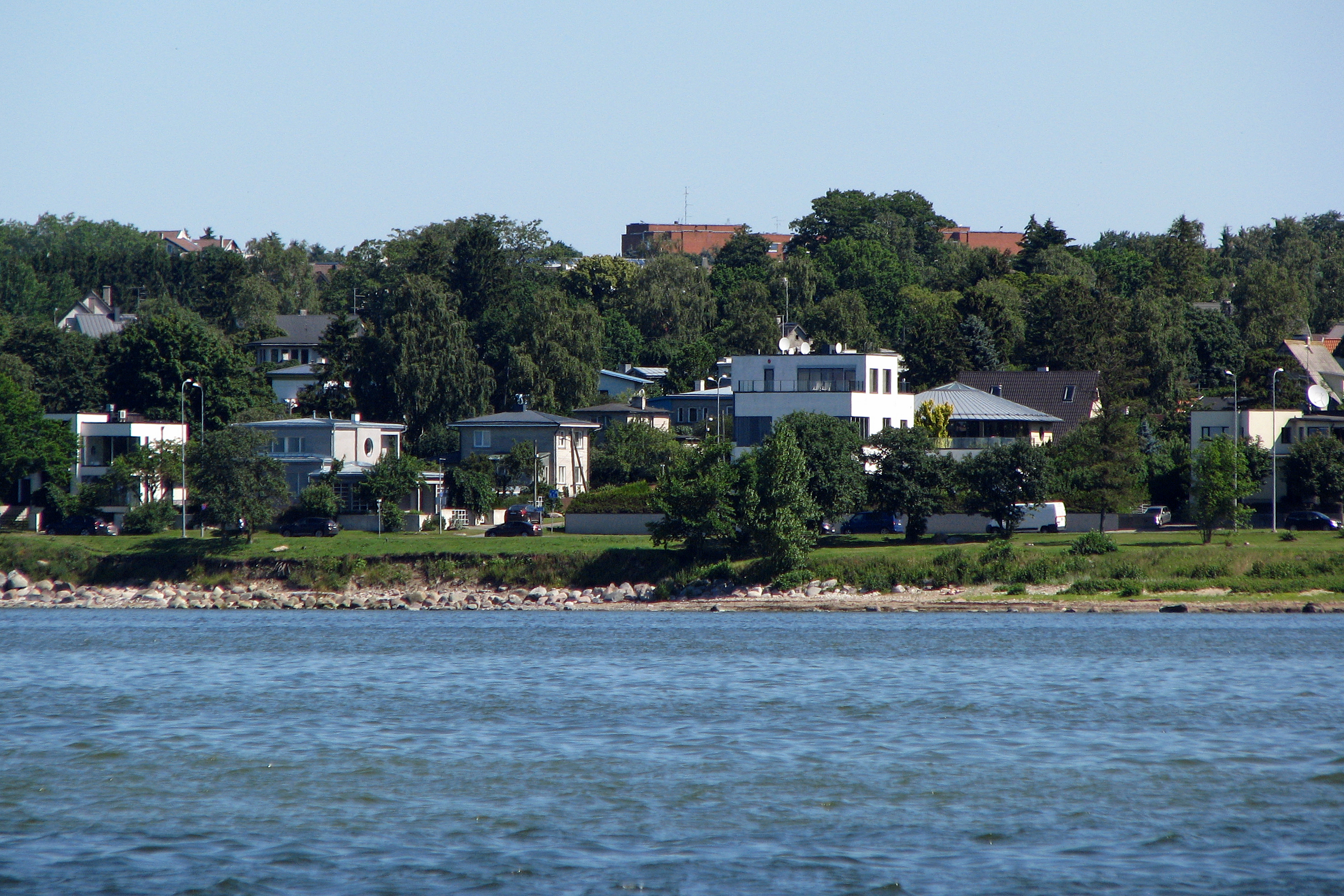
Вид на микрорайон Меривялья с моря
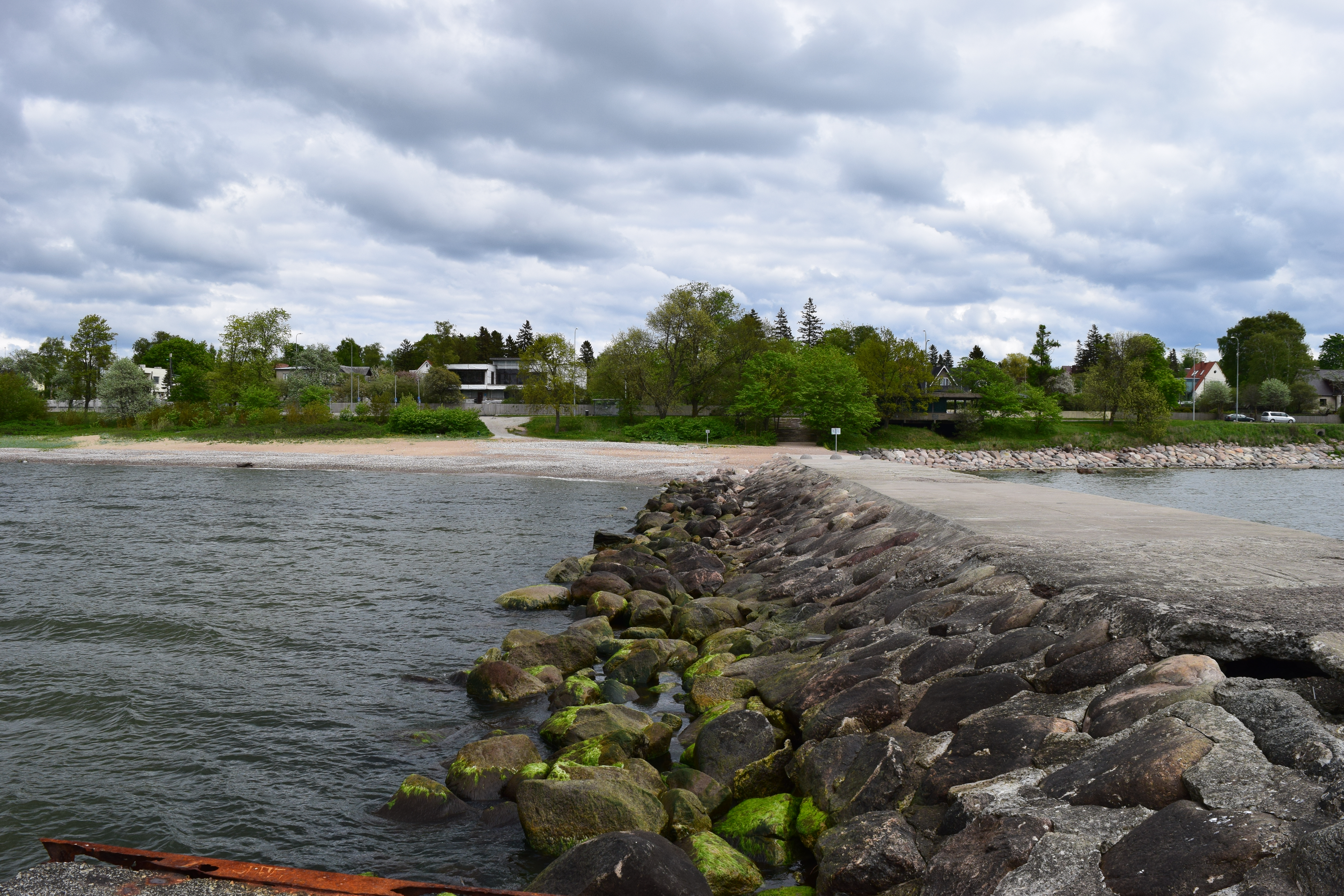
Причал Меривялья
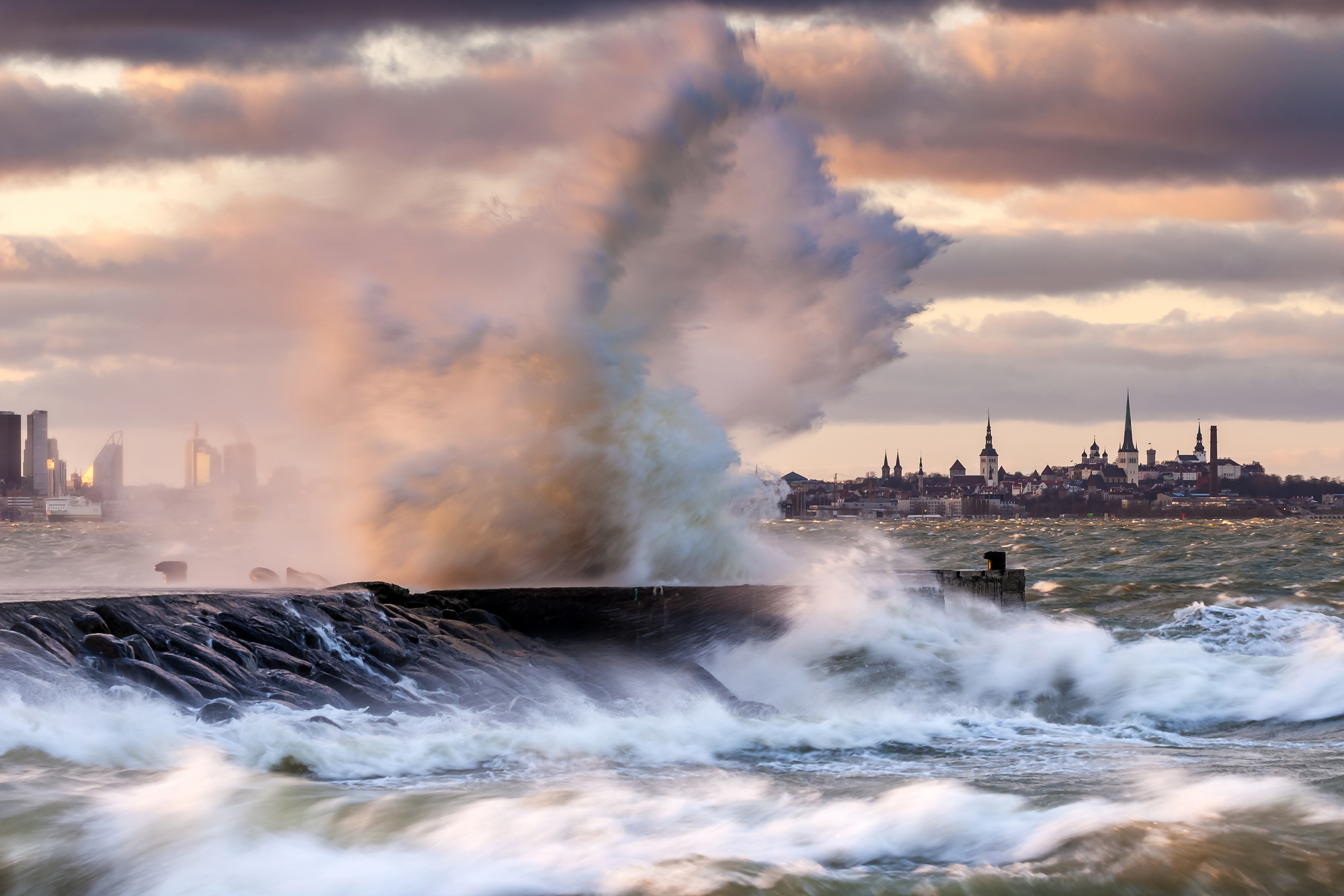
Причал Меривялья в декабрьский шторм 2015 года
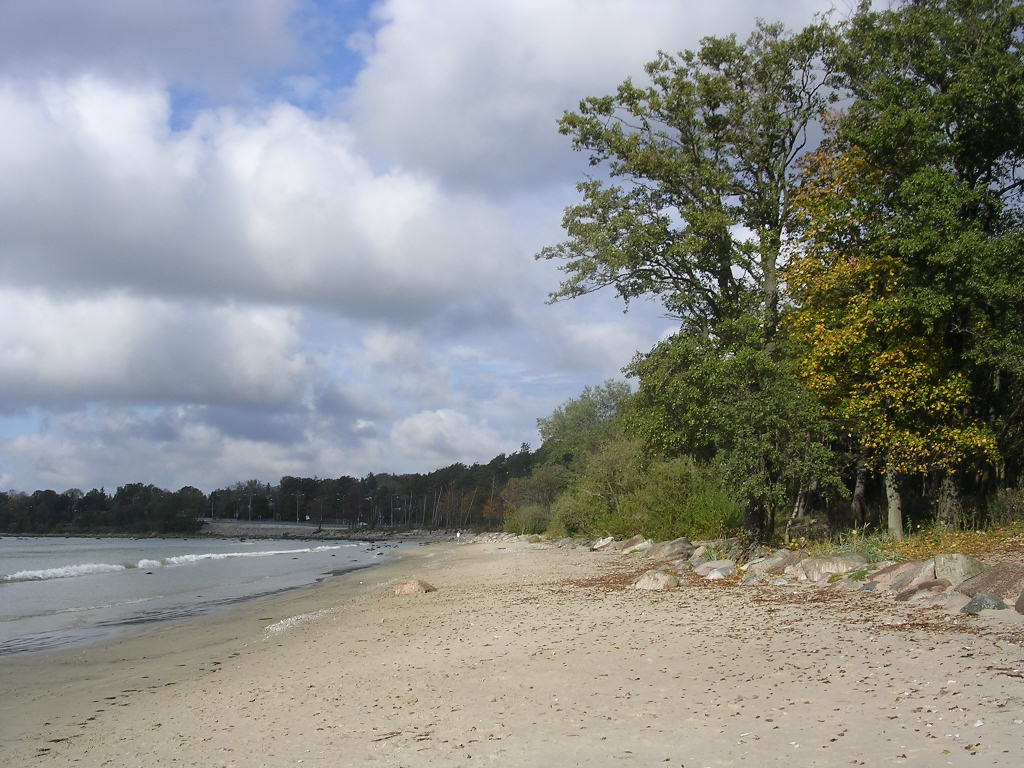
Пляж
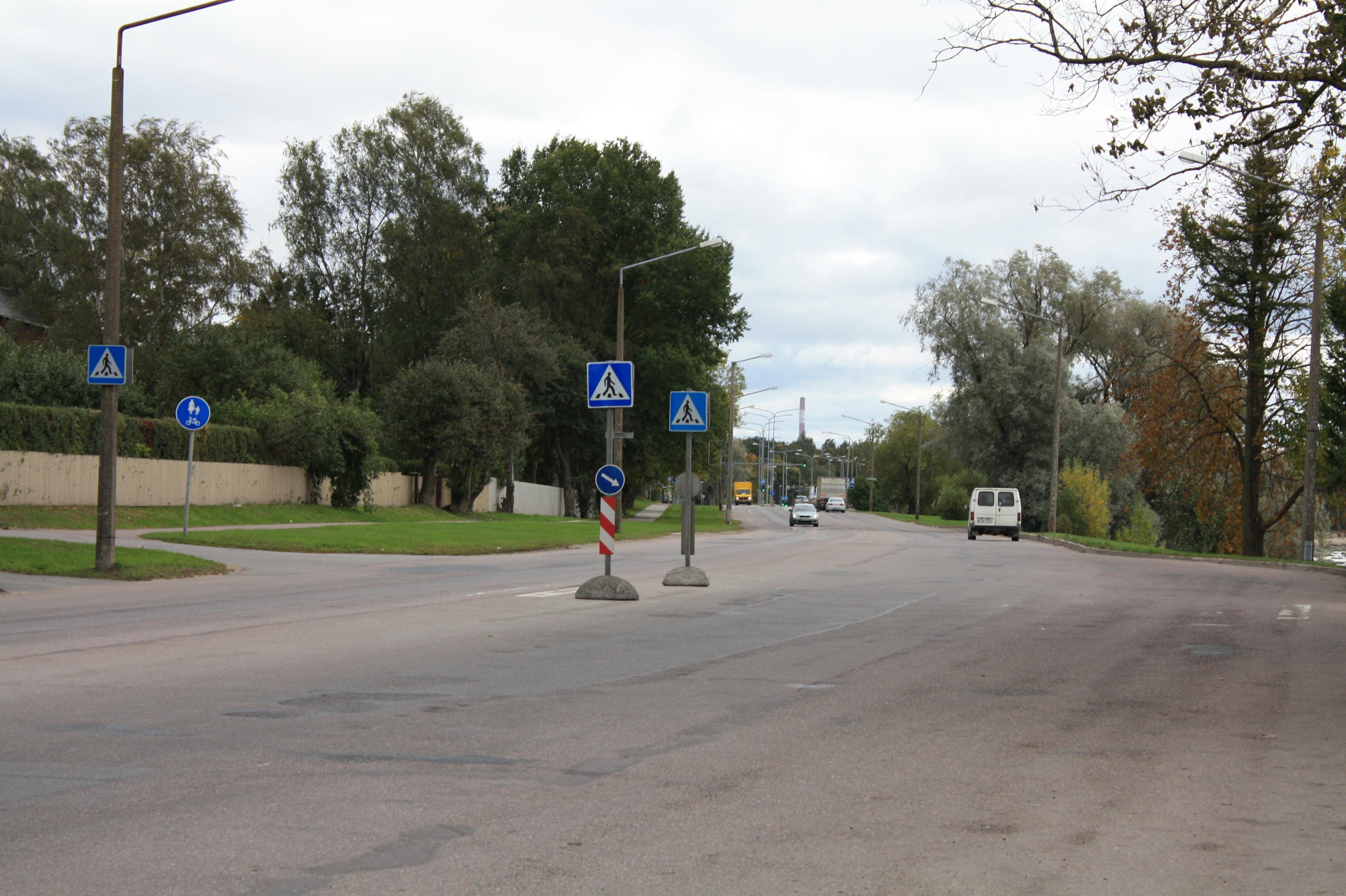
Улица Меривялья
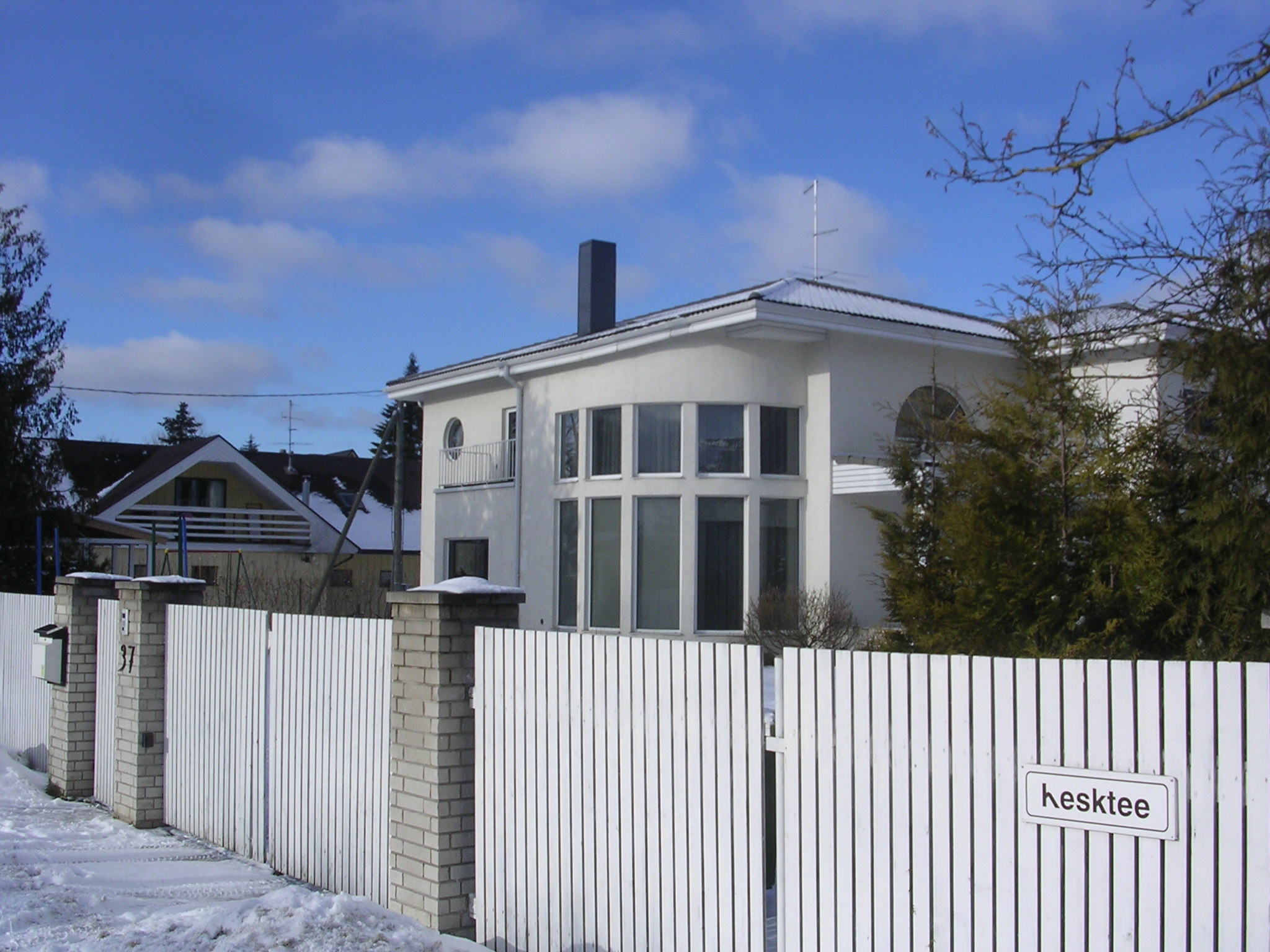
Улица Кесктеэ
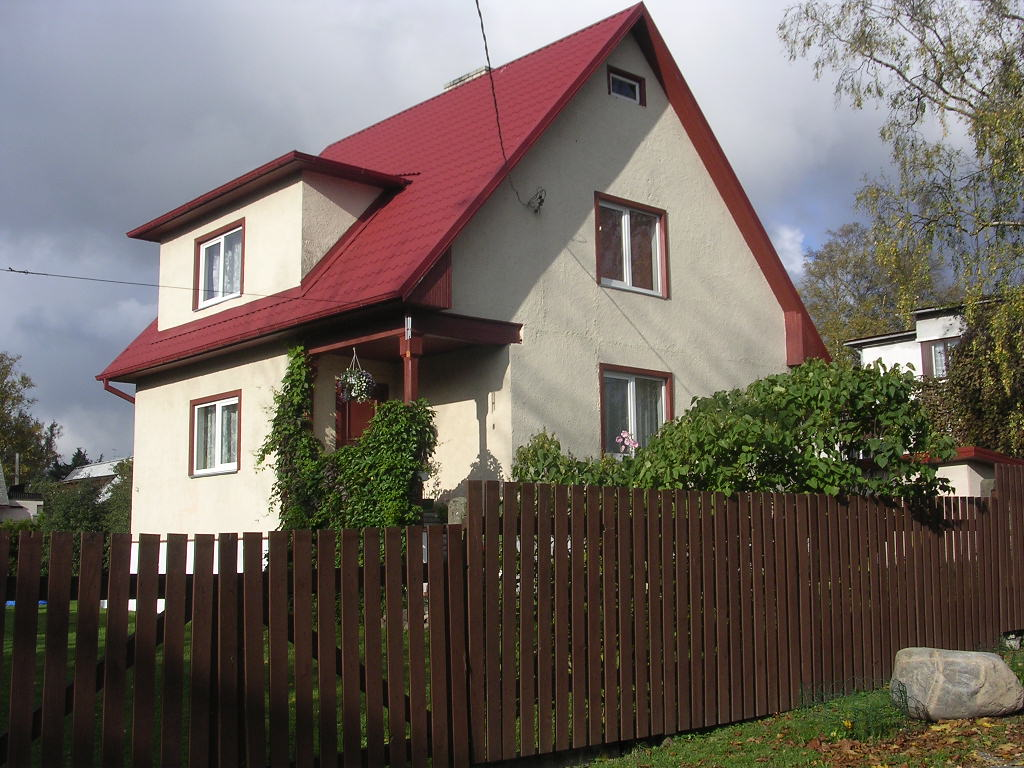
Жилой дом на улице Тууле